# Меронім
Меронім (парто́нім) – поняття, яке щодо іншого поняття виражає його складову частину. Усі співмероніми (мероніми одного поняття), пов'язані функційно і складають вихідне поняття. 
Зворотним відношенням до мероніма є голонім.

## Приклади
- Двигун — меронім для автомобіля.
- Монітор — меронім для комп'ютера.
- Дах — меронім для будинку.

## Антонім
Меронім і голонім — протилежні поняття.